# Liste der denkmalgeschützten Objekte in Dobšiná
Die Liste der denkmalgeschützten Objekte in Dobšiná enthält die zwölf nach slowakischen Denkmalschutzvorschriften geschützten Objekte in der Gemeinde Dobšiná im Okres Rožňava.

## Denkmäler
| Foto |                 | Denkmal / č. ÚZPF                                              | Standort / Konskr. Nr.                               | Offizielle Beschreibung                 | Beschreibung                                       | Metadaten                                               |
| ---- | --------------- | -------------------------------------------------------------- | ---------------------------------------------------- | --------------------------------------- | -------------------------------------------------- | ------------------------------------------------------- |
|      | Datei hochladen | Stollen(sk) ObjektID: 808-4683/0                               | KG: Dobšiná Konskr.Nr.:                              | mestská dedičná štôlňa                  | Kanal der Stadtentwässerung                        | č. NKP: 808-4683/0 Stand des NKP: Name: ŠTÔLŇA          |
| BW   | Datei hochladen | Gedenkvilla(sk) ObjektID: 808-10696/1                          | Kúpeľná ul. 987 Standort KG: Dobšiná Konskr.Nr.: 987 | Ruffinyi Eugen; 1846-1924,ban.inžinier  | für Eugen Ruffínyi, Bergbauingenieur               | č. NKP: 808-10696/1 Stand des NKP: Name: VILA PAMÄTNÁ   |
| BW   | Datei hochladen | Garten(sk) ObjektID: 808-10696/2                               | Kúpeľná ul. 0 Standort KG: Dobšiná Konskr.Nr.:       |                                         |                                                    | č. NKP: 808-10696/2 Stand des NKP: Name: ZÁHRADA        |
|      | Datei hochladen | Redoute(sk) ObjektID: 808-10695/0                              | SNP nám. 0 KG: Dobšiná Konskr.Nr.: 560               | Hotel Baník                             | Hotel Baník                                        | č. NKP: 808-10695/0 Stand des NKP: Name: REDUTA         |
| ja   | Datei hochladen | Gedenkrathaus(sk) ObjektID: 808-486/1                          | SNP ul. 554 Standort KG: Dobšiná Konskr.Nr.: 554     | padlí                                   | für die Gefallenen                                 | č. NKP: 808-486/1 Stand des NKP: Name: RADNICA PAMÄTNÁ  |
|      | Datei hochladen | Gedenktafel(sk) ObjektID: 808-486/2                            | SNP ul. 554 KG: Dobšiná Konskr.Nr.: 554              | padlí                                   | Gedenktafel für die Gefallenen                     | č. NKP: 808-486/2 Stand des NKP: Name: TABUĽA PAMÄTNÁ   |
| BW   | Datei hochladen | Gebäude in regionaltypischem Baustil(sk) ObjektID: 808-11008/0 | Turecká ul. 64 Standort KG: Dobšiná Konskr.Nr.: 64   | tehla nepálená,zrub; Dom nemeckého typu | Haus deutschen Typs                                | č. NKP: 808-11008/0 Stand des NKP: Name: DOM ĽUDOVÝ     |
| ja   | Datei hochladen | Gymnasium(sk) ObjektID: 808-10115/0                            | Zimná ul. 96 Standort KG: Dobšiná Konskr.Nr.: 96     | Bývalé gymnázium                        | Früheres Gymnasium                                 | č. NKP: 808-10115/0 Stand des NKP: Name: GYMNÁZIUM      |
| ja   | Datei hochladen | Kirche(sk) ObjektID: 808-487/0                                 | Zimná ul. 107 Standort KG: Dobšiná Konskr.Nr.: 107   | ev.a.v.                                 | evangelische Kirche                                | č. NKP: 808-487/0 Stand des NKP: Name: KOSTOL           |
| BW   | Datei hochladen | Bürgerhaus(sk) ObjektID: 808-10114/0                           | Zimná ul. 118 Standort KG: Dobšiná Konskr.Nr.: 118   |                                         |                                                    | č. NKP: 808-10114/0 Stand des NKP: Name: DOM MEŠTIANSKY |
| BW   | Datei hochladen | Bürgerhaus(sk) ObjektID: 808-10113/0                           | Zimná ul. 125 Standort KG: Dobšiná Konskr.Nr.: 125   |                                         |                                                    | č. NKP: 808-10113/0 Stand des NKP: Name: DOM MEŠTIANSKY |
| BW   | Datei hochladen | Kirche(sk) ObjektID: 808-488/0                                 | Zimná ul. 186 Standort KG: Dobšiná Konskr.Nr.: 186   | r.k.sv.Františka Xaverského             | römisch-katholische Kirche St. Franziskus Xaverius | č. NKP: 808-488/0 Stand des NKP: Name: KOSTOL           |

## Legende
Die Tabelle enthält im Einzelnen folgende Informationen:
| Foto:                    | Fotografie des Denkmals. |
| Denkmal / č. ÚZPF:       | Die Übersetzung der Bezeichnung des Denkmals, wie sie vom Slowakischen Denkmalamt (Pamiatkový úrad Slovenskej republiky) verwendet wird. Die Originalbezeichnung ist unter dem Fragezeichen angegeben. Fehlt die Übersetzung, so wird die Originalbezeichnung direkt angezeigt. Weiters ist die Objekt-Identifikationsnummer (Objekt ID) angeführt. Sie ist die offizielle, in der Slowakei eindeutige Nummer č. ÚZPF inklusive der zugehörigen Zählnummer, wie sie in den Daten des Denkmalamtes angegeben wird. Da diese nur innerhalb eines Landkreises gezählt wird, ist dessen Nummer der Denkmalnummer vorangestellt. |
| Standort:                | Wenn in der Liste vorhanden, ist die Adresse angegeben. In Klammern kann sich noch eine zusätzliche Adresse befinden, wenn es beispielsweise ein Eckhaus ist. Bei freistehenden Objekten ohne Adresse (zum Beispiel bei Bildstöcken) ist eine Adresse angegeben, die in der Nähe des Objekts liegt. Durch Aufruf des Links Standort wird die Lage des Denkmals in verschiedenen Kartenprojekten angezeigt. Darunter sind die Katastralgemeinde (KG) und, wenn vorhanden, die Konskriptionsnummer (Konskr. Nr.) angegeben.                                                                                                   |
| Offizielle Beschreibung: | Es ist die Kurzbeschreibung auf Slowakisch, wie sie in den offiziellen Listen angegeben ist, eingetragen. |
| Beschreibung:            | Kurze Angaben zum Denkmal auf Deutsch. |
| Metadaten:               | Zusätzlich werden, wenn in den persönlichen Einstellungen das Helferlein Dauerhaftes Einblenden von Metadaten aktiviert ist, ebensolche angezeigt. |

- Karte mit allen Koordinaten:
- OSM |
- WikiMap